# Абакумов, Борис Фёдорович
Бори́с Фёдорович Абаку́мов (11 июля 1933, село Девица, Семилукский район, Центрально-Чернозёмная область, РСФСР, СССР — 20 декабря 2021, Тамбов, Тамбовская область, Россия) — начальник морского торгового порта Певек, Герой Социалистического Труда (1990).

## Биография
Родился 11 июля 1933 года в селе Девица Семилукского района Центрально-Черноземной (с 1934 года — Воронежской) области.
В 1952 году окончил 10 классов школы, а в 1957 году — Одесский институт инженеров морского флота, специальность «инженер-эксплуатационник водного транспорта».
С 1957 по 1962 год — начальник эксплуатационного участка Главного управления речного флота Казахской ССР на озере Балхаш.
С января 1962 года и до выхода на пенсию работал в порте Певек (с перерывом на работу в порте Эгвекинот, с декабря 1964 по май 1971 года): старший инженер порта, с 1963 года — заместитель начальника порта Певек по эксплуатации, с мая 1971 года — начальник порта Певек, проработал на этой должности более 20 лет.
Член КПСС с 1962 года.
Под его руководством в порту Певек были оборудованы комплексы для перегрузки генеральных, навалочных и транзитных грузов, идущих в устье реки Колыма и в порту Зелёный Мыс, значительно увеличены глубины у причалов. В 1982 году морской торговый порт Певек был награждён орденом «Знак Почёта».
Избирался членом бюро Чаунского райкома КПСС, депутатом Певекского городского и Чаунского районного Советов.
После выхода на пенсию уехал из Певека. Жил в Тамбове. Умер 20 декабря 2021 года.

## Награды
- Герой Социалистического Труда (1990) — за большой личный вклад в совершенствование организации и повышение эффективности производства, внедрение передовых форм и методов труда, достижение высоких производственных показателей
- Орден Ленина (1990)
- Орден Октябрьской Революции (1982)
- Орден «Знак Почёта» (1966)
- Заслуженный работник транспорта РСФСР
- Почётный полярник
- медали